# خافيير زانيتي
خافيير أديلمار زانيتي (Javier Adelmar Zanetti) (ولد في 10 أغسطس 1973، في بوينوس آيريس) هو لاعب كرة قدم سابق أرجنتيني، كان يجيد اللعب في مراكز الدفاع وخط الوسط. كان يلعب في الدرجة A من الدوري الإيطالي منذ عام 1995 مع نادي إنتر ميلان وحصل معه على لقب دوري أبطال أوروبا وكأس الاتحاد الأوروبي وكأس العالم للأندية، كما حصل على كأس إيطاليا أربع مرات، والدوري الإيطالي الدرجة الأولى 5 مرات وكاس السوبر الإيطالي أربع مرات. وهو القائد السابق للنادي وحصل على شارة القيادة عام 1999. اعتزل اللعب عام 2014 ويشغل حالياً منصب نائب رئيس النادي.
شارك زانيتي أيضاً في بطولتين لكأس العالم لكرة القدم ممثلاً منتخب الأرجنتين. وعرف عنه تعدد مواهبه فهو ماهر في اليمين واليسار كما أنه لعب كجناح أيمن وأيسر بالإضافة إلى مركز المحور، وهو يحمل الرقم القياسي لدى الأرجنيتنين في أنه الأكثر لعباً في تاريخ الأرجنتين، يعرف في الأرجنتين بلقب Pupi (بوبي)، كما يلقب الآن بـ Il Trattore (الجرارة) بعد انتقاله إلى إيطاليا بسبب مرونته وقدرته الفائقة على الاحتمال ولما يملكه من طاقة ولياقة تساعده في الهجوم من جهته كظهير أيمن والدفاع دون أن ينهك وبسبب مهاراته الدفاعية، وقدراته الفائقه على الالتفاف بالكرة وخداع المدافعين، زانيتي يدعى بـ «الكابيتانو» عند اللاعبين والإعلام بمجرد أنه تحصل على الكابتنية، وهو يحمل الرقم القياسي للأجانب في عدد المشاركة في المباريات للإنتر بـ 800 مشاركة.
وفي عام 2005 تحصل على جائزة " Ambrogino d'Oro " من مجلس مدينة ميلانو لمبادرته الاجتماعية، كما اشتهر زانيتي بقلة حصوله على البطاقات الملونه خلال مسيرته، وفي موسم 2007 - 2008 استطاع زانيتي إنهاء موسمه في الدوري الإيطالي بدون أي بطاقه صفراء أو حمراء، يعرف اللاعب أيضاً بأعماله الخيرية حيث يدير مؤسسة لمساعدة الأطفال في الأرجنتين، فهو الاعب الذي لم ير البطاقة الحمراء طوال مسيرته سوى مرتين رغم أنه مدافع وعرف عنه أخلاقه العالية التي جعلت منه لاعب محبوباً.
في التاسع والعشرين من أبريل لعام 2014، أعلن رئيس الإنتر أن زانيتي سيعتزل بنهاية موسم 2013-14. وقد لعب مباراته الأخيرة في سان سيرو أمام لاتسيو في العاشر من مايو 2014.

## حياته المهنية

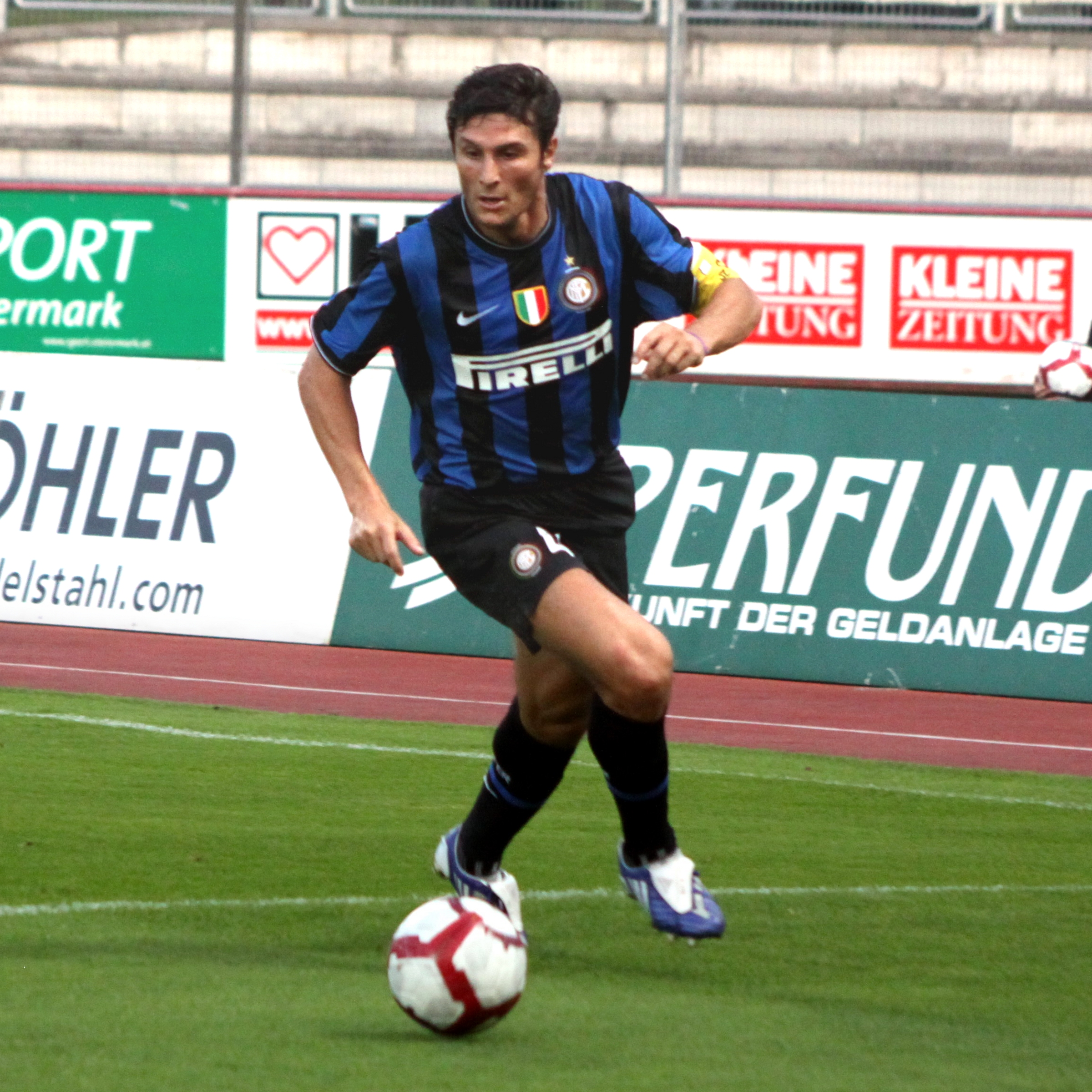
زانيتي مع انتر ميلان عام 2009

### بداياته
خافيير زانيتي ولد في 10 أغسطس 1973، في Adelmar في بيونس آيرس وعندما كان صغيراً كان عليه الجمع بين التعليم والتزامه بالعمل، فقد كان يساعد والده في البناء وكان أيضاً يسلم عبوات الحليب إلى المنازل والعمل في محل بقالة ابن عمه دون إهمال حبه لكرة القدم وقال أنه بدأ في لعب كرة القدم في ضواحي المدينة وأنه يذهب للملعب في وقت فراغه.

### مع إنتر ميلان
شارك زانيتي لأول مرة مع الإنتر في 27 أغسطس 1995 في مباراة أقيمت في مدينة ميلانو. في تاريخ 20 سبتمبر تخطى رقم اللاعب الإيطالي جوزيبي بيرغومي ب 757 مباراة ضد نادي نوفارا. ويعد أكثر لاعب غير إيطالي ظهوراً خلال تاريخ نادي الإنتر. وفي عام 1998 ساهم بفوز النادي بلقب كأس الاتحاد الأوروبي، حيث أحرز هدفاً في المباراة النهائية من خارج منطقة الجزاء. وفي عامي 2005 و2006 فاز الفريق بمشاركته بكل من كأس إيطاليا وكأس السوبر الإيطالي، كما فاز بالدوري الإيطالي لموسم 2005 - 2006 بعد إعادة ترتيب الفرق إثر فضيحة التلاعب بنتائج الدوري الإيطالي، ليعيد الفوز باللقب على أرضية الملعب في الموسم التالي ويحقق مع فريقه الأرقام القياسية، ثم حصل على بطولة الدوري للمره الثالثة على التوالي في موسم 2007-2008 وهو أصبح قائدا للانتر منذ منتصف موسم 98/99 عند أصبح قائد الانتر السابق بيرغومي جالسا على مقاعد البدلاء بعد تدني مستواه نتيجة كبر سنه. وبالرغم من عمر خافيير زانيتي إلا أنه استطاع أن يحافظ على لياقته ومستواه. واستطاع أن يحرز بطولة دوري أبطال أوروبا مع فريقه إنترميلان لسنة 2010.

## مسيرته الدولية
شارك مع منتخب الأرجنتين لكرة القدم في أكثر من 117 مباراة بين عامي 1994 و2008, مما جعله أكثر الاعبين مشاركة مع منتخب الأرجنتين على الإطلاق. ولعب في بطولة كأس العالم لكرة القدم 1998 وبطولة كأس العالم لكرة القدم 2002. وقد حصل على الميدالية الفضية بعد مشاركته ضمن منتخب الأرجنتين المشارك في أولمبياد 1996 التي أقيمت في مدينة أتلانتا بالولايات المتحدة. في بطولة كأس العالم عام 1998، أحرز اللاعب هدفاً أمام منتخب إنجلترا لكرة القدم. أثار المدرب خوسيه بيكرمان بعض الجدل بعد رفضه لمشاركة زانيتي في بطولة كأس العالم لكرة القدم 2006 التي أقيمت في ألمانيا. وأصبح قائدا لمنتخب التانغو بعد أعتزال روبيرتو ايالا. لكن بعد اعتزال المدرب باسيلي واستلام مارادونا التدريب قام بعزله أولا من قيادة المنتخب ويسلم الشارة لخافيير ماسكيرانو ومن ثم استبعده عن تشكيلة المنتخب المشاركة في بطولة كأس العالم لكرة القدم 2010.

## الإنجازات

### الجماعية

#### إنتر ميلان
- الدوري الإيطالي: خمس مرات (2005/2006) (2006/2007) (2007-2008) (2008-2009)(2009-2010).
- كأس إيطاليا: اربع مرات (2004/2005 و 2005/2006)و (2009 -2010)و (2010-2011)
- كأس السوبر الإيطالي: 4 مرات (2005، 2006، 2008، 2010)
- دوري أبطال أوروبا: مرة واحدة (2009 / 2010)
- كأس الاتحاد الأوروبي: مرة واحدة (97/98).
- كأس العالم للأندية: مرة واحدة (2010)

#### الأرجنتين
- فضية أولمبياد أتلانتا (96).

### الفردية
- اختير من الاتحاد الدولي ضمن قائمة أفضل 100 لاعب
- أختاره بيليه ضمن قائمته الذهبية لأفضل 125 لاعب كرة قدم.
- رشحه الفيفا ضمن فريق سنة 2009 (ظهير أيمن)

## الأعمال الخيرية
زانيتي هو سفير الفيفا في مشروع استغاثة قرى الأطفال في الأرجنتين

### مؤسسة «بوبي»
زانيتي أثبت أيضاً أنه لديه ضمير اجتماعي على مستوى عالي ورداً على الأزمة الاقتصادية التي أصابت الأرجنتين في عام 2001 الذي ألقى الملايين لأجل الفقراء هو وزوجته باولا لينشئان مؤسسة بوبي ‏ في الأرجنتين للتكامل الاجتماعي للأطفال الفقراء، والهدف من هذه المنظمة مساعدة الأطفال الفقراء بسبب الأزمة الاقتصادية من خلال منحهم فرص تعليمية فضلاً عن تقديم الرعاية الاحتياجية الغذائية.
" عندما أتذكّر طفولتي، مشاهد كثيرة ملموسة تتبادر إلى ذهني الجيدة منها والسيئة، كان لديّ طفولة صعبة، وبالرّغم من أننيّ لا أعيش في بلدي حاليًّا
أنا على علم تام بما يجري هناك، والأثر المدمر على الأطفال الأفقر لدينا، ولقد آمنت دوماً أن أعمالنا العامة ضرورة أن أضعها تحت مسؤوليتنا الاجتماعية "
الكلام لـ «زانيتي».

### لوني دي بوتريرو
زانيتي، جنبا إلى جنب مع مواطنه وزميله في الفريق إيستبان كامبياسو، وأنشأت هذه المؤسسة لمساعدة وتدريب الأطفال الذي يعانون من مشاكل في العزلة الاجتماعية والذين يواجهون صعوبات في التنسيق في الحركي، زانيتي يقول: «إن هذه الروح تكمن في أساس جميع المبادرات المشتركة للشباب»
«يجب أن يكون دائماً هناك قيم في صميم الرياضة، وهذا مالدينا لتعليم الأطفال»

## روابط خارجية
- خافيير زانيتي على موقع الاتحاد الدولي (مؤرشف)  (الإنجليزية)
- خافيير زانيتي على موقع الاتحاد الأوربي (الإنجليزية)
- خافيير زانيتي على موقع قاعدة بيانات كرة القدم.إي يو (الإنجليزية)
- خافيير زانيتي على موقع بيانات كرة القدم. دي إي (الألمانية)
- خافيير زانيتي على موقع ليكيب (الفرنسية)
- خافيير زانيتي على موقع ناشيونال فوتبول تيمز (الإنجليزية)
- خافيير زانيتي على موقع Soccerway.com (الإنجليزية)
- خافيير زانيتي على موقع عالم كرة القدم.نت (الإنجليزية)
- خافيير زانيتي على موقع أوليمبيديا (الإنجليزية)
- خافيير زانيتي على موقع CONI honoured athlete website (الإيطالية)